# Dreaming Neon Black
Albums de Nevermore
The Politics of Ecstasy
(1996) Dead Heart in a Dead World
(2000)
Dreaming Neon Black est le troisième album du groupe de metal Nevermore. Il est sorti en 1999 sous le label Century Media.

## Liste des titres
1. Ophidian - 0:46
2. Beyond Within - 5:11
3. The Death of Passion - 4:10
4. I Am the Dog - 4:13
5. Dreaming Neon Black - 6:26
6. Deconstruction - 6:39
7. The Fault of the Flesh - 4:54
8. The Lotus Eaters - 4:25
9. Poison Godmachine - 4:33
10. All Play Dead - 4:58
11. Cenotaph - 4:39
12. No More Will - 5:45
13. Forever - 9:20

## Crédits
- Warrel Dane - chant
- Jim Sheppard - basse
- Jeff Loomis - guitares
- Tim Calvert - guitares
- Van Williams - batterie
- Neil Kernon - production, mixage, mastering
- Raymon Breton - mastering
- Travis Smith - illustrations, design, photographie
- Karen Mason-Blair - photographie du groupe
- Louis Rusconi - photographie additionnelle
- Brad Gilson Jr. - photographie additionnelle
- Christine Rhoades - chant additionnel